# Громок (Пензенская область)
Громок — село в Башмаковском районе Пензенской области России. Входит в состав Соседского сельсовета.

## География
Расположено в 5 км к северо-западу от центра сельсовета села Соседка, на одноимённом ручье Громок. Через село проходит автодорога Соседка — Каменка.

### Уличная сеть
В селе четыре улицы: Зоринская, Нарышкина, Молодёжная и Садовая.

## История
Основано во второй половине XVIII в. на землях, принадлежавших Нарышкиным. До отмены крепостного права жители деревни принадлежали Э. Д. Нарышкину. В 1934 г. в селе действовало 3 колхоза: «Красная Заря», «Красный Боевик» и «Красный Охотник». В 1955 году — колхоз имени Кагановича.

## Население
| 1862 | 1881 | 1897 | 1913  | 1926  | 1934  | 1959 |
| ---- | ---- | ---- | ----- | ----- | ----- | ---- |
| 472  | ↗712 | ↗733 | ↗1109 | ↗1168 | ↘1047 | ↘466 |
| 1979 | 1989 | 1998 | 2002  | 2010  |       |      |
| ↘392 | ↘203 | ↘120 | ↗140  | ↘77   |       |      |

## Известные уроженцы, жители
- Александр Кузьмич Пенкин — Герой Социалистического Труда. Звеньевой механизированного звена совхоза «Вперёд» Башмаковского района Пензенской области.
- Громковский, Владимир Васильевич — советский хозяйственный и политический деятель.

## Инфраструктура
Основа экономики — сельское хозяйство .
Личное подсобное хозяйство с зоной сельскохозяйственного использования, индивидуальная застройка усадебного типа.

## Транспорт
Деревня доступна автотранспортом. Остановка общественного транспорта «Громок».